# Open University

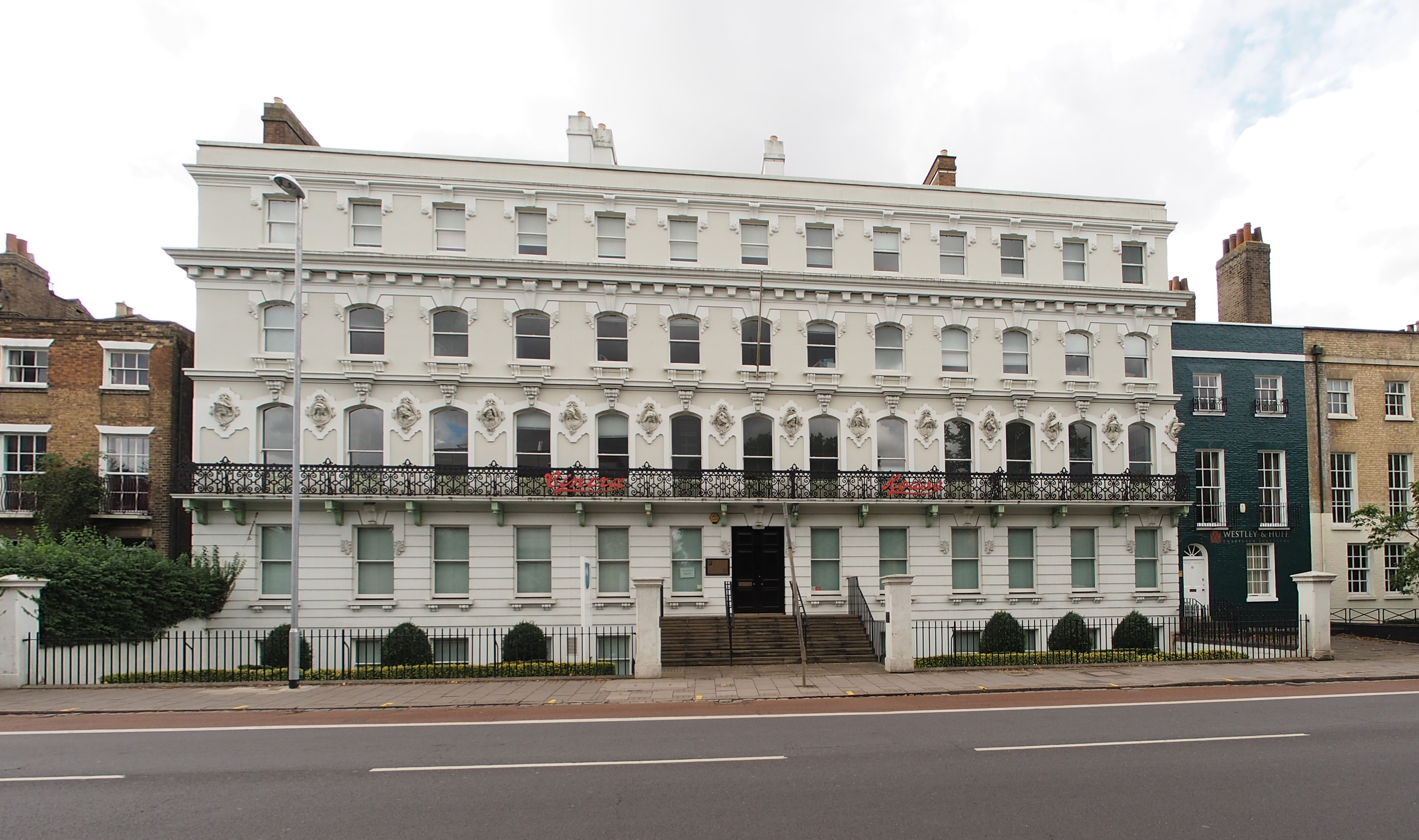
Cintra House, regionala huvudkontor i Cambridge

Open University är ett brittiskt universitet grundat 1969 som baserar sin verksamhet på distansutbildning. Det har (2003) över 200 000 studerande och har sedan det startade haft över 3 000 000 studenter. Dess administrativa centrum ligger i Walton Hall, Milton Keynes.